# Jack Lynch
John Mary „Jack” Lynch (irl. Seán Ó Loinsigh; ur. 15 sierpnia 1917 w Corku, zm. 20 października 1999 w Dublinie) – irlandzki polityk, prawnik i sportowiec, długoletni deputowany, minister w różnych resortach, w latach 1966–1979 lider Fianna Fáil, od 1966 do 1973 i od 1977 do 1979 premier Irlandii (taoiseach).

## Życiorys
Pochodził z wielodzietnej rodziny. Jego rodzicami byli krawiec Daniel Lynch i Norah O’Donoghue. Był znanym zawodnikiem uprawiającym dwie dyscypliny: hurling i futbol gaelicki. Był kilkukrotnym mistrzem organizowanych przez Gaelic Athletic Association rozgrywek All-Ireland Senior Hurling Championship.
Uczył się w szkole średniej North Monastery. Studiował prawo na University College Cork, następnie kształcił się w szkolącej prawników instytucji King’s Inns w Dublinie. Od 1936 pracował w departamencie sprawiedliwości, w 1945 uzyskał uprawnienia barristera. W 1946 zawarł związek małżeński z Máirín O’Connor.
Zaangażował się w działalność polityczną w ramach Fianna Fáil. W 1948 po raz pierwszy uzyskał mandat posła do Dáil Éireann. Z powodzeniem ubiegał się o reelekcję w ośmiu kolejnych wyborach, zasiadając w niższej izbie irlandzkiego parlamentu do 1981, kiedy to zrezygnował z kandydowania na kolejną kadencję.
Stał się bliskim współpracownikiem Éamona de Valery. Na początku lat 50. w trakcie 14. kadencji Dáil Éireann był parlamentarnym sekretarzem przy jednym z ministrów. Od marca 1957 w randzie ministra wchodził w skład gabinetów Éamona de Valery i Seána Lemassa. Pełnił kolejno funkcje: ministra do spraw Gaeltachtu (do czerwca 1957), ministra edukacji (do czerwca 1959), ministra przemysłu i handlu (do kwietnia 1965) oraz ministra finansów (do listopada 1966).
W 1966 taoiseach i lider FF Seán Lemass zapowiedział swoją rezygnację, co doprowadziło do sporów w ramach partii. Ostatecznie Jack Lynch okazał się kompromisowym kandydatem, obejmując w listopadzie 1966 urząd premiera oraz funkcję lidera Fianna Fáil. Na czele rządu stał do marca 1973, kiedy to jego ugrupowanie przegrało wybory i znalazło się w opozycji. W okresie urzędowania zmagał się z trudnościami wynikającymi z konfliktu w Irlandii Północnej. Przeprowadzono też referendum, w którym Irlandczycy poparli przystąpienie kraju do EWG. Stanowisko premiera objął ponownie w lipcu 1977. Ustąpił z niego oraz z funkcji lidera partii w grudniu 1979. Doszło do tego w okresie konfliktów wewnątrz FF oraz problemów gospodarczych wynikających z wzrastającego deficytu i inflacji. Po odejściu z polityki powoływany w skład rad dyrektorów różnych przedsiębiorstw.